# AC Monza
AC Monza är en italiensk fotbollsklubb som bildades i Monza. Klubben spelar för närvarande i Serie A. 
Med 40 säsonger i Serie B är klubben det lag som spelat flest säsonger i näst högsta serien.
Början av 2000-talet har präglats av ekonomiska problem, och klubben – som ofta höll till i Serie C – gick i konkurs både 2004 och 2015. Sedan Silvio Berlusconi tagit över klubben 2018 tog sig Monza uppåt i seriesystemet, först till Serie B och därefter, för första gången, till Serie A, där man spelar säsongen 2022–2023.
Under 1920-talet spelade klubben två säsonger i dåtidens högsta division Prima Categoria.
Säsongen 1968/1969 tränades klubben av svenske Nils Liedholm.

## Kända spelare
Se också Spelare i Monza
- Christian Abbiati
- Mario Balotelli
- Kevin-Prince Boateng
- Alessandro Costacurta
- Patrice Evra